# Granulær fysik
Granulær fysik er den del af fysikken, der beskæftiger sig med materialer, der består af mindre faste partikler. Granulær fysik kan således ses som en underkategori af fysik af kondenserede stoffer eller som et komplekst system, og dens resultater bruges i geofysik og -teknik, jordfysik, agrofysik og farmaci. Afhængig af betingelserne kan granulære materialer både være statiske som et fast stof eller flyde som en ikke-newtonsk væske.
Da partiklerne i granulære materialer har meget større masse end eksempelvis partiklerne i væsker, er de ikke påvirket af termiske fluktuationer, og  de enkelte korn foretager derfor ikke brownske bevægelser. Dette giver anledning til metastabile tilstande med fx broer samt hysterese.
Et simpelt eksempel på forskellen mellem væsker og granulære materialer er tørt grus, der hældes ud på en overflade. Mens vand vil sprede sig over hele overfladen inden for betingelserne for overfladespænding, vil grusen danne en bunke med en såkaldt stablingsvinkel.

## Eksempler på granulære materialer
Følgende er eksempler på granulære materialer.
- Sand
- Pulver
- Sne
- Grus
- Mel
- Havregryn
- Cornflakes